# یواس‌اس آیدیلیزا (اس‌پی-۱۱۹)
یواس‌اس آیدیلیزا (اس‌پی-۱۱۹) (به انگلیسی: USS Idylease (SP-119)) یک کشتی بود که طول آن ۶۵' بود. این کشتی در سال ۱۹۱۶ ساخته شد.